# 藤城真木子
藤城 真木子（ふじしろ まきこ、1973年9月5日- ）は、神奈川県鎌倉市出身の元テレビ西日本（TNC）アナウンサー。その後、共同テレビジョンに所属していたフリーアナウンサー。

## 略歴
1973年、神奈川県生まれ。小学生時代はドイツですごす。1996年、青山学院大学卒業後、テレビ西日本入社。
1996年の入社半年で『とことんサンデー』最後のアシスタントとなる。1997年『とことんサンデー』の後継番組『サンデーブランチ』司会に。前任の田中千寿江が番組開始から3年間務めてきた『めざましテレビ』のTNC担当リポーターを、4月から2代目リポーターとして務めた。
1998年以降『ももち浜ストア』『ももち浜DXストア』司会となる。2002年『ドリーム競馬KOKURA・Winter』から競馬中継進行を担当。2002年3月末、TNCを退社。その後一旦別の事務所を経て共同テレビに所属した。
2003年秋から2004年3月までの約半年間、文化放送で「加山雄三 君といつまでも」のアシスタントを務めた。
2007年3月に結婚することと、その関係もあり同年の小倉冬開催を最後に『DREAM競馬』を降板することを、当時開設していた自身のホームページ（下記外部リンク参照）で明らかにし、同年2月11日の放送を最後に、相方の高橋源一郎ともども降板した。
2014年、所属してきた共同テレビがキャスター・タレントのマネジメント事業を廃止。この時点で自身のホームページを閉鎖していることから、事実上の活動休止となる。

### エピソード
- 高校時代、馬術部に所属していた。乗馬は頻度が落ちたものの続けている。
- 毎年夏のビッグレースである小倉記念のパドック入場時には自ら誘導馬に乗ってリポートを行っているが、2006年は薄暮競走の開催や直前に海外のビッグレースが行われた関係で、時間がとれず、誘導馬上リポートはできなかった。

## 過去の担当番組
- 『DREAM競馬KOKURA』（TNC、2002年冬～2007年冬）
- 『ももち浜ストア』『ももち浜DXストア』（TNC）
- 『サンデーブランチ』（TNC、1997年度）
- 『とことんサンデー』（TNC、1996年10月から半年間）
- 『BSフジNEWS』（BSフジ。TNC退職後）
- 『TNCスーパーニュース』（TNC、代理キャスター）